# فوران زیریخچالی

فوران زیریخچالی: ۱. ابر بخار آب، ۲. دریاچه، ۳. یخ، ۴. لایه‌های گدازه و خاکستر، ۵. لایه/چینه، ۶. گدازه بالشی، ۷. مجرای ماگما، ۸. اتاقک ماگما، ۹. آذرین‌تیغه.

فوران زیریخچالی (انگلیسی: Subglacial eruption) نوعی فوران آتشفشانی در آتشفشان‌های پوشیده از یخ است که در این نوع فوران، برهم‌کنش ماگما با یخ و برف، منجر به تشکیل آب‌های حاصل از ذوب برف و یخ و گل‌رود می‌شود. سیل همراه با آب‌های حاصل از ذوب برف و یخ، خطری مهم در برخی مناطق آتشفشانی مانند ایسلند، آلاسکا و بخش‌هایی از کوه‌های آند است. سیل‌های طغیانی یخچالی به عنوان شایع‌ترین خطر آتشفشانی در ایسلند شناسایی شده‌اند و اوج دبی رویدادهای مهم این سیل‌ها می‌تواند به ۱۰۰۰۰ تا ۱۰۰۰۰۰ متر مکعب در ثانیه نیز برسد. این سیل‌ها زمانی اتفاق می‌افتد که فوران‌های بزرگ در زیر یخچال‌های طبیعی وجود دارد.